# San Javier de Alpabamba (distrito)
San Javier de Alpabamba é um distrito do Peru, departamento de Ayacucho, localizada na província de Paucar del Sara Sara.

## Transporte
O distrito de San Javier de Alpabamba é servido pela seguinte rodovia:
- AY-116, que liga a cidade de Coracora ao distrito de Pausa [1][2][3]